# 今村信行
今村 信行（いまむら のぶゆき、天保11年12月25日（1841年1月17日） - 明治42年（1909年）9月21日）は、日本の司法官。日本初の民事訴訟法「民事撮要」を作り、大審院判事（現・最高裁判所裁判官）を務めた。幼名は松太郎。竜川と号す。今村恭太郎の父。

## 来歴
信濃国伊那郡山吹村（現・長野県下伊那郡高森町）に旗本（伊那衆）座光寺氏の家臣今村文吾の長男に生まれる。当時の伊那谷の流行に乗り平田篤胤の没後門人となった。旧飯田藩士について砲術、槍術を学ぶ。
明治維新後の1869年に横浜に出て、弟の妻の叔父でもある林董の紹介で、米国の医師で宣教師のジェームス・カーティス・ヘボンを知り、辞書の著述に助力した際に、ヘボンから不平等条約の解決には法制度の完備が必要であるから法律を学んだらどうかと諭されて法律家を目指し、児島惟謙の紹介で1872年司法裁判所に13等で出仕した。東京裁判所詰、権少解部（訴訟担当職員）となり、翌年には10等出仕・権中解部に昇進、三好退蔵が山梨裁判所長に転じるときに請われて同裁判所詰になり、1877年に児島惟謙が名古屋裁判所長として赴任するとき、やはり請われて名古屋裁判所詰となり、このとき判事に昇進。
1881年、東京勤務を三好退蔵に嘆願し、児島惟謙の斡旋を得て東京上等裁判所判事に転じる。1882年東京控訴裁判所の判事となる。1884年岡山始審裁判所長、1886年東京控訴院評定官を経て、1894年大審院判事となる。この間、「民事訴訟法」、「裁判所構成法」の法典の編纂と施行に尽力し、法律取調報告委員や民事訴訟法調査委員などをつとめた。1884年に三好退蔵を委員長に訴訟規則取調委員会が設置され、御雇外国人の法学者ヘルマン・テッヒョー起草の民事訴訟法案の検討が進められることになり、南部甕男・栗塚省吾・本多康直らとともに委員に任命され、続く1887年には、山田顕義司法大臣を委員長とする法律取調委員会が設置され、その法律取調報告委員にも任命される。
1889年に日本法律学校が創立されると、民事訴訟法担当の講師として長く教鞭を執った。1900年には、大審院判事から東京控訴院（民事）部長に転じる。1909年従三位勲二等旭日重光章を受勲。

## 親族
母方の祖父・湯山賢輔は遠州の医師。
弟の揆一郎は祖父の元で医学を学んだのち、慶応年間に江戸に出て幕府の医学所（東京大学医学部の前身）に入り、医学所頭取の松本良順の姉婿・三沢良益（関宿藩主・久世広周のお抱え医師）の娘・きみに婿入りして三沢家を継ぎ、医学研鑽のため長崎に遊学。明治維新後は外国官の権判事として三沢元衡と改名し、のち判事となった。姑のきはを通じて佐藤泰然一族と親戚となり、また、妻きみの姉妹の夫には緒方惟準（緒方洪庵次男）・箕作麟祥・田村初太郎・田中芳男がいる。

## 栄典
位階
- 1884年（明治17年）2月21日 - 正七位[5]
- 1886年（明治19年）7月8日 - 従六位[6]
- 1892年（明治25年）2月27日 - 正六位[7]
- 1899年（明治32年）2月20日 - 正五位[8]
- 1904年（明治37年）4月11日 - 従四位[9]
- 1909年（明治42年）4月30日 - 正四位[10]

勲章
- 1888年（明治21年）5月29日 - 勲六等単光旭日章[11]
- 1897年（明治30年）6月26日 - 勲四等瑞宝章[12]

## 主著
- 『民事訴訟法註解』
- 『民事訴訟法正解』